# جافری کابوت
جافری کابوت (انگلیسی: Godfrey Lowell Cabot; ۲۶ فوریهٔ ۱۸۶۱ – ۲ نوامبر ۱۹۶۲) کارآفرین اهل ایالات متحده آمریکا بود، که در سال ۱۸۸۲ شرکت کابوت را تأسیس کرد.